# Giallo di piombo e stagno
Il giallo di piombo e stagno o giallo di piombo-stagno è un pigmento inorganico sintetico. Ne esistono di due tipi, denominati tipo I e tipo II, rispettivamente di formula chimica Pb2SnO4 e PbSnO3 (il tipo II può contenere anche silicio) . Si ottengono a partire da biossido di piombo e biossido di stagno.
Fu scoperto nel tardo Medioevo.

## Nomi alternativi
- Giadolino
- Giallo di vetro
- Giallolino
- Giallolino di Fiandra
- Giallorino
- Zallolino